# Shambles Glacier
Shambles Glacier är en glaciär i Antarktis. Den ligger i Västantarktis. Argentina, Chile och Storbritannien gör anspråk på området. Shambles Glacier ligger 246 meter över havet.
Terrängen runt Shambles Glacier är varierad. En vik av havet är nära Shambles Glacier österut. Trakten är obefolkad. Det finns inga samhällen i närheten. 